# Luis Fernando Hidalgo
Luis Fernando Hidalgo (conocido artísticamente como Luifer) es un actor, rapero y presentador de televisión peruano.

## Biografía
Estudió actuación con el dramaturgo Roberto Ángeles. Inició su participación en la televisión en la serie “Hombres de Bronce” (1997). En algunas series peruanas salía como extra, participó en la exitosa novela  Princesas  y en la serie popular  VBQ: Todo por la fama  ambas emitidas por América televisión. 
A inicios del 2000 incursiona en la música Hip hop. Su música toca la realidad social y política del Perú, con letras que tienen una fuerza especial capaz de invitarnos a la reflexión. Algunos de sus temas forman parte de la banda sonora de la película Chicha tu madre, y de la miniserie Misterio en donde se volvió conocido.
En el 2006 incursiona como VJ en el programa musical "Subterapneo".

## Cine

### Cortometrajes
- El misterioso señor Battlerby (2000)

## Televisión
- Hombres de Bronce (1997)
- Misterio (2005) como Lucky
- Subterapneo - como Presentador (2006)
- La Fuerza fénix (2008) como ladrón
- Sally, la muñequita del pueblo (2008) como Pitin (Hermano de Sara)
- Clave Uno: segunda temporada (2009) como Miguel Figueroa
- Chico de mi Barrio (2010)
- Maicelo, Camino a la Gloria (2013)
- VBQ: Todo por la fama (2016-2017) como el oficial Luis Barragán
- Los Vílchez  (2019-2020) como Periodista
- Princesas (2020) como Abogado

## Teatro
- Un misterio, una pasión (2003) como Borracho/hopper
- Lysistrata (2005)
- Jesucristo Superstar (2006)
- El Espejo (2007)
- Santiago, el pajarero (2008)
- Bang Bang You're Dead (2013)

## Discografía
- Kutipa (2005)
- Iskay: El Mixtape (2009)